# Collegio elettorale di Mirano (Senato della Repubblica)
Il collegio di Mirano fu un collegio elettorale uninominale della Repubblica Italiana appartenente alla circoscrizione Veneto; fu utilizzato per eleggere un senatore della Repubblica dalla I alla XI legislatura.

## Storia
Il collegio venne creato nel 1948 secondo la legge n. 29 del 6 febbraio 1948 la quale, pur basandosi sull'impianto proporzionale in vigore per la Camera, rispetto a quest'ultima conteneva alcuni piccoli correttivi in senso maggioritario. Tale legge ebbe il suo definitivo perfezionamento col Testo Unico n. 361 del 1957. Differentemente dalla Camera, la legge elettorale del Senato si articolava su base regionale, seguendo il dettato costituzionale (art.57). Ogni Regione era suddivisa in tanti collegi uninominali quanti erano i seggi ad essa assegnati. All'interno di ciascun collegio, veniva eletto il candidato che avesse raggiunto il quorum del 65% delle preferenze: tale soglia, oggettivamente di difficilissimo conseguimento, tradiva l'impianto proporzionale su cui era concepito anche il sistema elettorale della Camera Alta. Qualora, come normalmente avveniva, nessun candidato avesse conseguito l'elezione, i voti di tutti i candidati venivano raggruppati in liste di partito a livello regionale, dove i seggi venivano allocati utilizzando il metodo D'Hondt delle maggiori medie statistiche e quindi, all'interno di ciascuna lista, venivano dichiarati eletti i candidati con le migliori percentuali di preferenza.
Il collegio di Mirano venne abrogato nel 1993, con la cosiddetta Legge Mattarella (Legge n. 276, Norme per l'elezione del Senato della Repubblica), attuata in seguito al referendum abrogativo del 1993. Con la legge Mattarella venne istituito per la Camera dei deputati e per il Senato della Repubblica un sistema di elezione misto, in parte maggioritario e in parte proporzionale. Il 75% dei parlamentari dell'assemblea veniva eletto in collegi uninominali tramite sistema maggioritario a turno unico; il restante 25% al Senato veniva eletto tramite recupero proporzionale dei più votati non eletti attraverso un meccanismo di calcolo denominato "scorporo", cioè sottraendo dal conteggio dei voti totali di una lista nella parte proporzionale i voti ottenuti dai candidati collegati alla medesima lista che erano eletti nei collegi uninominali con il sistema maggioritario.

### Territorio
Il collegio di Mirano era uno dei 19 collegi uninominali in cui era suddivisa il Veneto; era compreso nelle province di Padova, Treviso e di Venezia e comprendeva i seguenti comuni: Campolongo Maggiore, Camponogara, Casale sul Sile, Dolo, Fiesso d'Artico, Fossò, Loreggia, Marcon, Martellago, Massanzago, Meolo, Mirano, Mogliano Veneto, Musile di Piave, Noale, Pianiga, Piombino Dese, Quarto d'Altino, Salzano, Santa Maria di Sala, Scorzè, Spinea, Stra, Trebaseleghe, Vigonovo e Villanova di Camposampiero.

## Dati elettorali

### I legislatura
|                                                                                | Giovanni Ponti ✔️ Eletto  | Democrazia Cristiana                             | 55 986 | 64,88 |  |  |  |  |  |
|                                                                                | Silvio Zorzi              | Fronte Democratico Popolare                      | 22 439 | 26,00 |  |  |  |  |  |
|                                                                                | Enrico Silvio Stringari   | Unità Socialista - Partito Repubblicano Italiano | 5 324  | 6,17  |  |  |  |  |  |
|                                                                                | Tomaso Tommasi di Vignano | Blocco Nazionale                                 | 1 305  | 1,51  |  |  |  |  |  |
|                                                                                | Augusto Bellini           | Indipendente                                     | 1 238  | 1,43  |  |  |  |  |  |
| Totale                                                                         | Totale                    | Totale                                           | 86 292 | 100   |  |  |  |  |  |
|                                                                                |                           |                                                  |        |       |  |  |  |  |  |
| Voti non validi                                                                | Voti non validi           | Voti non validi                                  | 3 874  | 4,30  |  |  |  |  |  |
| Votanti                                                                        | Votanti                   | Votanti                                          | 90 166 | 95,55 |  |  |  |  |  |
| Elettori                                                                       | Elettori                  | Elettori                                         | 94 370 |       |  |  |  |  |  |
|                                                                                |                           |                                                  |        |       |  |  |  |  |  |
| Nota: quorum del 65% non raggiunto; ripartizione dei seggi a livello regionale |                           |                                                  |        |       |  |  |  |  |  |
| Data: 18 aprile 1948                                                           |                           |                                                  |        |       |  |  |  |  |  |
| Fonte: Ministero dell'interno                                                  |                           |                                                  |        |       |  |  |  |  |  |

### II legislatura
|                                                                                | Giovanni Ponti ✔️ Eletto           | Democrazia Cristiana                    | 53 552 | 59,25 |  |  |  |  |  |
|                                                                                | Tullio Morgante                    | Partito Comunista Italiano              | 14 402 | 15,94 |  |  |  |  |  |
|                                                                                | Arduino Ceretti                    | Partito Socialista Italiano             | 13 727 | 15,19 |  |  |  |  |  |
|                                                                                | Felice Penzo                       | Partito Socialista Democratico Italiano | 3 481  | 3,85  |  |  |  |  |  |
|                                                                                | Candido Armellini                  | Partito Nazionale Monarchico            | 2 219  | 2,46  |  |  |  |  |  |
|                                                                                | Lodovico Foscari Widmann Rezzonico | Movimento Sociale Italiano              | 1 539  | 1,70  |  |  |  |  |  |
|                                                                                | Diego Valeri                       | Unità Popolare                          | 716    | 0,79  |  |  |  |  |  |
|                                                                                | Antonio Bondi                      | Partito Repubblicano Italiano           | 512    | 0,57  |  |  |  |  |  |
|                                                                                | Augusto Bellini                    | Alleanza Democratica Nazionale          | 229    | 0,25  |  |  |  |  |  |
| Totale                                                                         | Totale                             | Totale                                  | 90 377 | 100   |  |  |  |  |  |
|                                                                                |                                    |                                         |        |       |  |  |  |  |  |
| Voti non validi                                                                | Voti non validi                    | Voti non validi                         | 3 937  | 4,17  |  |  |  |  |  |
| Votanti                                                                        | Votanti                            | Votanti                                 | 94 314 | 96,52 |  |  |  |  |  |
| Elettori                                                                       | Elettori                           | Elettori                                | 97 718 |       |  |  |  |  |  |
|                                                                                |                                    |                                         |        |       |  |  |  |  |  |
| Nota: quorum del 65% non raggiunto; ripartizione dei seggi a livello regionale |                                    |                                         |        |       |  |  |  |  |  |
| Data: 7 giugno 1953                                                            |                                    |                                         |        |       |  |  |  |  |  |
| Fonte: Ministero dell'interno                                                  |                                    |                                         |        |       |  |  |  |  |  |

### III legislatura
|                                                                                | Giovanni Ponti ✔️ Eletto             | Democrazia Cristiana                    | 56 013  | 58,66 |  |  |  |  |  |
|                                                                                | Luigi Martignoni                     | Partito Socialista Italiano             | 17 601  | 18,43 |  |  |  |  |  |
|                                                                                | Umberto Sannicolò                    | Partito Comunista Italiano              | 13 186  | 13,81 |  |  |  |  |  |
|                                                                                | Danilo Gavagnin                      | Partito Socialista Democratico Italiano | 4 295   | 4,50  |  |  |  |  |  |
|                                                                                | Giovanni Marcello Grimani Giustinian | PNM - MSI                               | 1 638   | 1,72  |  |  |  |  |  |
|                                                                                | Silvio Costantin                     | Partito Liberale Italiano               | 1 365   | 1,43  |  |  |  |  |  |
|                                                                                | Giuseppe Delogu                      | PRI - PR                                | 735     | 0,77  |  |  |  |  |  |
|                                                                                | Armando Odenigo                      | Partito Monarchico Popolare             | 656     | 0,69  |  |  |  |  |  |
| Totale                                                                         | Totale                               | Totale                                  | 95 489  | 100   |  |  |  |  |  |
|                                                                                |                                      |                                         |         |       |  |  |  |  |  |
| Voti non validi                                                                | Voti non validi                      | Voti non validi                         | 3 962   | 3,98  |  |  |  |  |  |
| Votanti                                                                        | Votanti                              | Votanti                                 | 99 451  | 96,58 |  |  |  |  |  |
| Elettori                                                                       | Elettori                             | Elettori                                | 102 969 |       |  |  |  |  |  |
|                                                                                |                                      |                                         |         |       |  |  |  |  |  |
| Nota: quorum del 65% non raggiunto; ripartizione dei seggi a livello regionale |                                      |                                         |         |       |  |  |  |  |  |
| Data: 25 maggio 1958                                                           |                                      |                                         |         |       |  |  |  |  |  |
| Fonte: Ministero dell'interno                                                  |                                      |                                         |         |       |  |  |  |  |  |

### IV legislatura
|                                                                                | Eugenio Gatto ✔️ Eletto | Democrazia Cristiana                    | 56 197  | 55,71 |  |  |  |  |  |
|                                                                                | E. Corticelli           | Partito Comunista Italiano              | 18 068  | 17,91 |  |  |  |  |  |
|                                                                                | Giusto Tolloy           | Partito Socialista Italiano             | 16 932  | 16,79 |  |  |  |  |  |
|                                                                                | E. Rinaldi              | Partito Socialista Democratico Italiano | 5 240   | 5,19  |  |  |  |  |  |
|                                                                                | E. Perocco              | Partito Liberale Italiano               | 2 412   | 2,39  |  |  |  |  |  |
|                                                                                | G. Piovesana            | Movimento Sociale Italiano              | 1 365   | 1,35  |  |  |  |  |  |
|                                                                                | E. Parolini             | Partito Repubblicano Italiano           | 655     | 0,65  |  |  |  |  |  |
| Totale                                                                         | Totale                  | Totale                                  | 100 869 | 100   |  |  |  |  |  |
|                                                                                |                         |                                         |         |       |  |  |  |  |  |
| Voti non validi                                                                | Voti non validi         | Voti non validi                         | 4 028   | 3,84  |  |  |  |  |  |
| Votanti                                                                        | Votanti                 | Votanti                                 | 104 897 | 96,55 |  |  |  |  |  |
| Elettori                                                                       | Elettori                | Elettori                                | 108 645 |       |  |  |  |  |  |
|                                                                                |                         |                                         |         |       |  |  |  |  |  |
| Nota: quorum del 65% non raggiunto; ripartizione dei seggi a livello regionale |                         |                                         |         |       |  |  |  |  |  |
| Data: 28 aprile 1963                                                           |                         |                                         |         |       |  |  |  |  |  |
| Fonte: Ministero dell'interno                                                  |                         |                                         |         |       |  |  |  |  |  |

### V legislatura
|                                                                                | Eugenio Gatto ✔️ Eletto | Democrazia Cristiana          | 61 099  | 55,54 |  |  |  |  |  |
|                                                                                | Mauro Scoccimarro       | PCI - PSIUP                   | 26 851  | 24,41 |  |  |  |  |  |
|                                                                                | L. Ferroni              | PSI-PSDI Unificati            | 16 437  | 14,94 |  |  |  |  |  |
|                                                                                | M. Melchiori            | Partito Liberale Italiano     | 3 242   | 2,95  |  |  |  |  |  |
|                                                                                | S. De Socchieri         | MSI - PDIUM                   | 1 417   | 1,29  |  |  |  |  |  |
|                                                                                | M. Dan                  | Partito Repubblicano Italiano | 958     | 0,87  |  |  |  |  |  |
| Totale                                                                         | Totale                  | Totale                        | 110 004 | 100   |  |  |  |  |  |
|                                                                                |                         |                               |         |       |  |  |  |  |  |
| Voti non validi                                                                | Voti non validi         | Voti non validi               | 5 239   | 4,55  |  |  |  |  |  |
| Votanti                                                                        | Votanti                 | Votanti                       | 115 243 | 97,15 |  |  |  |  |  |
| Elettori                                                                       | Elettori                | Elettori                      | 118 622 |       |  |  |  |  |  |
|                                                                                |                         |                               |         |       |  |  |  |  |  |
| Nota: quorum del 65% non raggiunto; ripartizione dei seggi a livello regionale |                         |                               |         |       |  |  |  |  |  |
| Data: 19 maggio 1968                                                           |                         |                               |         |       |  |  |  |  |  |
| Fonte: Ministero dell'interno                                                  |                         |                               |         |       |  |  |  |  |  |

### VI legislatura
|                                                                                | Eugenio Gatto ✔️ Eletto | Democrazia Cristiana                    | 64 875  | 53,35 |  |  |  |  |  |
|                                                                                | Giuseppe Samonà         | PCI - PSIUP                             | 27 430  | 22,56 |  |  |  |  |  |
|                                                                                | Mario Rigo              | Partito Socialista Italiano             | 16 609  | 13,66 |  |  |  |  |  |
|                                                                                | G. N. Borsetto          | Partito Socialista Democratico Italiano | 5 196   | 4,27  |  |  |  |  |  |
|                                                                                | L. Bettini              | Partito Liberale Italiano               | 3 033   | 2,49  |  |  |  |  |  |
|                                                                                | A. Omarini              | Movimento Sociale Italiano              | 2 488   | 2,05  |  |  |  |  |  |
|                                                                                | Marco Ceolin            | Partito Repubblicano Italiano           | 1 974   | 1,62  |  |  |  |  |  |
| Totale                                                                         | Totale                  | Totale                                  | 121 605 | 100   |  |  |  |  |  |
|                                                                                |                         |                                         |         |       |  |  |  |  |  |
| Voti non validi                                                                | Voti non validi         | Voti non validi                         | 4 922   | 3,89  |  |  |  |  |  |
| Votanti                                                                        | Votanti                 | Votanti                                 | 126 527 | 97,28 |  |  |  |  |  |
| Elettori                                                                       | Elettori                | Elettori                                | 130 060 |       |  |  |  |  |  |
|                                                                                |                         |                                         |         |       |  |  |  |  |  |
| Nota: quorum del 65% non raggiunto; ripartizione dei seggi a livello regionale |                         |                                         |         |       |  |  |  |  |  |
| Data: 7 maggio 1972                                                            |                         |                                         |         |       |  |  |  |  |  |
| Fonte: Ministero dell'interno                                                  |                         |                                         |         |       |  |  |  |  |  |

### VII legislatura
|                                                                                | Giorgio Longo ✔️ Eletto                | Democrazia Cristiana                    | 68 261  | 50,93 |  |  |  |  |  |
|                                                                                | Giovanni Battista Carlassara ✔️ Eletto | Partito Comunista Italiano              | 38 431  | 28,67 |  |  |  |  |  |
|                                                                                | Renzo Farinati                         | Partito Socialista Italiano             | 15 668  | 11,69 |  |  |  |  |  |
|                                                                                | Giuseppe Laganà                        | Partito Socialista Democratico Italiano | 4 454   | 3,32  |  |  |  |  |  |
|                                                                                | Silvio Marcuglia                       | Partito Repubblicano Italiano           | 2 874   | 2,14  |  |  |  |  |  |
|                                                                                | Luigi Marchiori                        | Movimento Sociale Italiano              | 2 211   | 1,65  |  |  |  |  |  |
|                                                                                | Orlando Basso                          | Partito Liberale Italiano               | 1 167   | 0,87  |  |  |  |  |  |
|                                                                                | Eugenio Boldrin                        | Partito Radicale                        | 851     | 0,63  |  |  |  |  |  |
|                                                                                | Italo Margiocco                        | Nuovo Partito Popolare                  | 110     | 0,08  |  |  |  |  |  |
| Totale                                                                         | Totale                                 | Totale                                  | 134 027 | 100   |  |  |  |  |  |
|                                                                                |                                        |                                         |         |       |  |  |  |  |  |
| Voti non validi                                                                | Voti non validi                        | Voti non validi                         | 3 912   | 2,84  |  |  |  |  |  |
| Votanti                                                                        | Votanti                                | Votanti                                 | 137 939 | 96,96 |  |  |  |  |  |
| Elettori                                                                       | Elettori                               | Elettori                                | 142 262 |       |  |  |  |  |  |
|                                                                                |                                        |                                         |         |       |  |  |  |  |  |
| Nota: quorum del 65% non raggiunto; ripartizione dei seggi a livello regionale |                                        |                                         |         |       |  |  |  |  |  |
| Data: 20 giugno 1976                                                           |                                        |                                         |         |       |  |  |  |  |  |
| Fonte: Ministero dell'interno                                                  |                                        |                                         |         |       |  |  |  |  |  |

### VIII legislatura
|                                                                                | Giorgio Longo ✔️ Eletto                | Democrazia Cristiana                         | 71 344  | 51,24 |  |  |  |  |  |
|                                                                                | Giovanni Battista Carlassara ✔️ Eletto | Partito Comunista Italiano                   | 38 503  | 27,65 |  |  |  |  |  |
|                                                                                | R. Bassi                               | Partito Socialista Italiano                  | 15 066  | 10,82 |  |  |  |  |  |
|                                                                                | A. V. Chinellato                       | Partito Socialista Democratico Italiano      | 4 832   | 3,47  |  |  |  |  |  |
|                                                                                | Antonio Casellati                      | Partito Repubblicano Italiano                | 2 941   | 2,11  |  |  |  |  |  |
|                                                                                | Giuliana Danieli Sandroni              | Partito Radicale - Nuova Sinistra Unita      | 2 400   | 1,72  |  |  |  |  |  |
|                                                                                | M. Piredda                             | Movimento Sociale Italiano                   | 2 042   | 1,47  |  |  |  |  |  |
|                                                                                | Augusto Premoli                        | Partito Liberale Italiano                    | 1 613   | 1,16  |  |  |  |  |  |
|                                                                                | F. Baglioni                            | Costituente di Destra - Democrazia Nazionale | 493     | 0,35  |  |  |  |  |  |
| Totale                                                                         | Totale                                 | Totale                                       | 139 234 | 100   |  |  |  |  |  |
|                                                                                |                                        |                                              |         |       |  |  |  |  |  |
| Voti non validi                                                                | Voti non validi                        | Voti non validi                              | 5 428   | 3,75  |  |  |  |  |  |
| Votanti                                                                        | Votanti                                | Votanti                                      | 144 662 | 95,58 |  |  |  |  |  |
| Elettori                                                                       | Elettori                               | Elettori                                     | 151 351 |       |  |  |  |  |  |
|                                                                                |                                        |                                              |         |       |  |  |  |  |  |
| Nota: quorum del 65% non raggiunto; ripartizione dei seggi a livello regionale |                                        |                                              |         |       |  |  |  |  |  |
| Data: 3 giugno 1979                                                            |                                        |                                              |         |       |  |  |  |  |  |
| Fonte: Ministero dell'interno                                                  |                                        |                                              |         |       |  |  |  |  |  |

### IX legislatura
|                                                                                | Costante Degan ✔️ Eletto         | Democrazia Cristiana                    | 62 543  | 42,79 |  |  |  |  |  |
|                                                                                | Vincenzo Alfonso Visco ✔️ Eletto | Partito Comunista Italiano              | 39 684  | 27,15 |  |  |  |  |  |
|                                                                                | Silvano Ceccarelli               | Partito Socialista Italiano             | 17 072  | 11,68 |  |  |  |  |  |
|                                                                                | Marco Ceolin                     | Partito Repubblicano Italiano           | 5 661   | 3,87  |  |  |  |  |  |
|                                                                                | Nicolò Marzuco                   | Partito Socialista Democratico Italiano | 4 820   | 3,30  |  |  |  |  |  |
|                                                                                | Geppino Vecchiato                | Liga Veneta                             | 3 767   | 2,58  |  |  |  |  |  |
|                                                                                | Giovanni Forner                  | Movimento Sociale Italiano              | 3 303   | 2,26  |  |  |  |  |  |
|                                                                                | Maria Sponti Caruson             | Partito Radicale                        | 2 733   | 1,87  |  |  |  |  |  |
|                                                                                | Giovanni Bonso                   | Partito Liberale Italiano               | 2 509   | 1,72  |  |  |  |  |  |
|                                                                                | Pietro Angelini                  | Democrazia Proletaria                   | 2 008   | 1,37  |  |  |  |  |  |
|                                                                                | Noè Cinti                        | Partito Nazionale Pensionati            | 1 897   | 1,30  |  |  |  |  |  |
|                                                                                | Angelo Plenzio                   | Lista per Trieste                       | 166     | 0,11  |  |  |  |  |  |
| Totale                                                                         | Totale                           | Totale                                  | 146 163 | 100   |  |  |  |  |  |
|                                                                                |                                  |                                         |         |       |  |  |  |  |  |
| Voti non validi                                                                | Voti non validi                  | Voti non validi                         | 8 109   | 5,26  |  |  |  |  |  |
| Votanti                                                                        | Votanti                          | Votanti                                 | 154 272 | 94,37 |  |  |  |  |  |
| Elettori                                                                       | Elettori                         | Elettori                                | 163 480 |       |  |  |  |  |  |
|                                                                                |                                  |                                         |         |       |  |  |  |  |  |
| Nota: quorum del 65% non raggiunto; ripartizione dei seggi a livello regionale |                                  |                                         |         |       |  |  |  |  |  |
| Data: 26 giugno 1983                                                           |                                  |                                         |         |       |  |  |  |  |  |
| Fonte: Ministero dell'interno                                                  |                                  |                                         |         |       |  |  |  |  |  |

### X legislatura
|                                                                                | Costante Degan ✔️ Eletto | Democrazia Cristiana                    | 67 469  | 42,16 |  |  |  |  |  |
|                                                                                | Rino Serri ✔️ Eletto     | Partito Comunista Italiano              | 38 715  | 24,19 |  |  |  |  |  |
|                                                                                | Mario Rigo ✔️ Eletto     | Partito Socialista Italiano             | 25 764  | 16,10 |  |  |  |  |  |
|                                                                                | Stefano Boato            | Lista Verde                             | 4 971   | 3,11  |  |  |  |  |  |
|                                                                                | Flavio Stocco            | Liga Veneta-Pensionati Uniti            | 4 002   | 2,50  |  |  |  |  |  |
|                                                                                | V. Barban                | Movimento Sociale Italiano              | 3 727   | 2,33  |  |  |  |  |  |
|                                                                                | Mimmo Caruson            | Partito Radicale                        | 3 673   | 2,30  |  |  |  |  |  |
|                                                                                | A. Tonolo                | Partito Repubblicano Italiano           | 3 622   | 2,26  |  |  |  |  |  |
|                                                                                | A. Gobbo                 | Partito Socialista Democratico Italiano | 3 187   | 1,99  |  |  |  |  |  |
|                                                                                | V. Minichini             | Democrazia Proletaria                   | 2 820   | 1,76  |  |  |  |  |  |
|                                                                                | Pietro Stella            | Partito Liberale Italiano               | 1 768   | 1,10  |  |  |  |  |  |
|                                                                                | E. Gardossi              | Alleanza Popolare Pensionati            | 295     | 0,18  |  |  |  |  |  |
| Totale                                                                         | Totale                   | Totale                                  | 160 013 | 100   |  |  |  |  |  |
|                                                                                |                          |                                         |         |       |  |  |  |  |  |
| Voti non validi                                                                | Voti non validi          | Voti non validi                         | 7 339   | 4,39  |  |  |  |  |  |
| Votanti                                                                        | Votanti                  | Votanti                                 | 167 352 | 94,21 |  |  |  |  |  |
| Elettori                                                                       | Elettori                 | Elettori                                | 177 633 |       |  |  |  |  |  |
|                                                                                |                          |                                         |         |       |  |  |  |  |  |
| Nota: quorum del 65% non raggiunto; ripartizione dei seggi a livello regionale |                          |                                         |         |       |  |  |  |  |  |
| Data: 14 giugno 1987                                                           |                          |                                         |         |       |  |  |  |  |  |
| Fonte: Ministero dell'interno                                                  |                          |                                         |         |       |  |  |  |  |  |

### XI legislatura
|                                                                                | Enzo Zotti           | Democrazia Cristiana                    | 55 256  | 31,55 |  |  |  |  |  |
|                                                                                | Giuseppe Scaboro     | Partito Democratico della Sinistra      | 25 161  | 14,36 |  |  |  |  |  |
|                                                                                | Giovanni Pomiato     | Lega Lombarda                           | 23 684  | 13,52 |  |  |  |  |  |
|                                                                                | Pietro Antonio Nuovo | Partito Socialista Italiano             | 19 502  | 11,13 |  |  |  |  |  |
|                                                                                | Mario Rigo           | Lega Autonomia Veneta                   | 10 357  | 5,91  |  |  |  |  |  |
|                                                                                | Giuseppe Santillo    | Partito della Rifondazione Comunista    | 8 631   | 4,93  |  |  |  |  |  |
|                                                                                | Stefano Boato        | Federazione dei Verdi                   | 6 533   | 3,73  |  |  |  |  |  |
|                                                                                | Francesco Marcuglia  | Partito Repubblicano Italiano           | 5 987   | 3,42  |  |  |  |  |  |
|                                                                                | Umberto Vecchiato    | Movimento Veneto Regione Autonoma       | 3 794   | 2,17  |  |  |  |  |  |
|                                                                                | Giovanni Forner      | Movimento Sociale Italiano              | 3 744   | 2,14  |  |  |  |  |  |
|                                                                                | Pietro Stella        | Partito Liberale Italiano               | 2 579   | 1,47  |  |  |  |  |  |
|                                                                                | Giuseppe Laganà      | Partito Socialista Democratico Italiano | 1 923   | 1,10  |  |  |  |  |  |
|                                                                                | Paola Scarpa         | Sì Referendum                           | 1 885   | 1,08  |  |  |  |  |  |
|                                                                                | Flavio Stocco        | Union Veneto                            | 1 553   | 0,89  |  |  |  |  |  |
|                                                                                | Ruggero Magnaghi     | Verdi Federalisti                       | 1 543   | 0,88  |  |  |  |  |  |
|                                                                                | Pietro Ferrari       | Partito Pensionati                      | 1 506   | 0,86  |  |  |  |  |  |
|                                                                                | Mario Tessari        | Caccia Pesca Ambiente                   | 1 403   | 0,80  |  |  |  |  |  |
|                                                                                | Filippo Garoldini    | Federalismo - Pensionati Uomini Vivi    | 124     | 0,07  |  |  |  |  |  |
| Totale                                                                         | Totale               | Totale                                  | 175 165 | 100   |  |  |  |  |  |
|                                                                                |                      |                                         |         |       |  |  |  |  |  |
| Voti non validi                                                                | Voti non validi      | Voti non validi                         | 8 631   | 4,70  |  |  |  |  |  |
| Votanti                                                                        | Votanti              | Votanti                                 | 183 796 | 92,46 |  |  |  |  |  |
| Elettori                                                                       | Elettori             | Elettori                                | 198 778 |       |  |  |  |  |  |
|                                                                                |                      |                                         |         |       |  |  |  |  |  |
| Nota: quorum del 65% non raggiunto; ripartizione dei seggi a livello regionale |                      |                                         |         |       |  |  |  |  |  |
| Data: 5 aprile 1992                                                            |                      |                                         |         |       |  |  |  |  |  |
| Fonte: Ministero dell'interno                                                  |                      |                                         |         |       |  |  |  |  |  |